# George Webster (úszó)
George Henry Webster (Halifax, 1885. július 31. – Halifax, 1941. január 18.) brit úszó, olimpikon.

## Élete
Brit színekben két alkalommal vett részt nyári olimpián. Először 1912-ben, 26 évesen, Stockholmban, majd másodszor az első világháborút követő 1920-as antwerpeni ötkarikás játékokon. Mindkét alkalommal 100 méter háton mérettette meg magát, de a selejtezőkből egyszer sem jutott tovább.